# Maimarkt

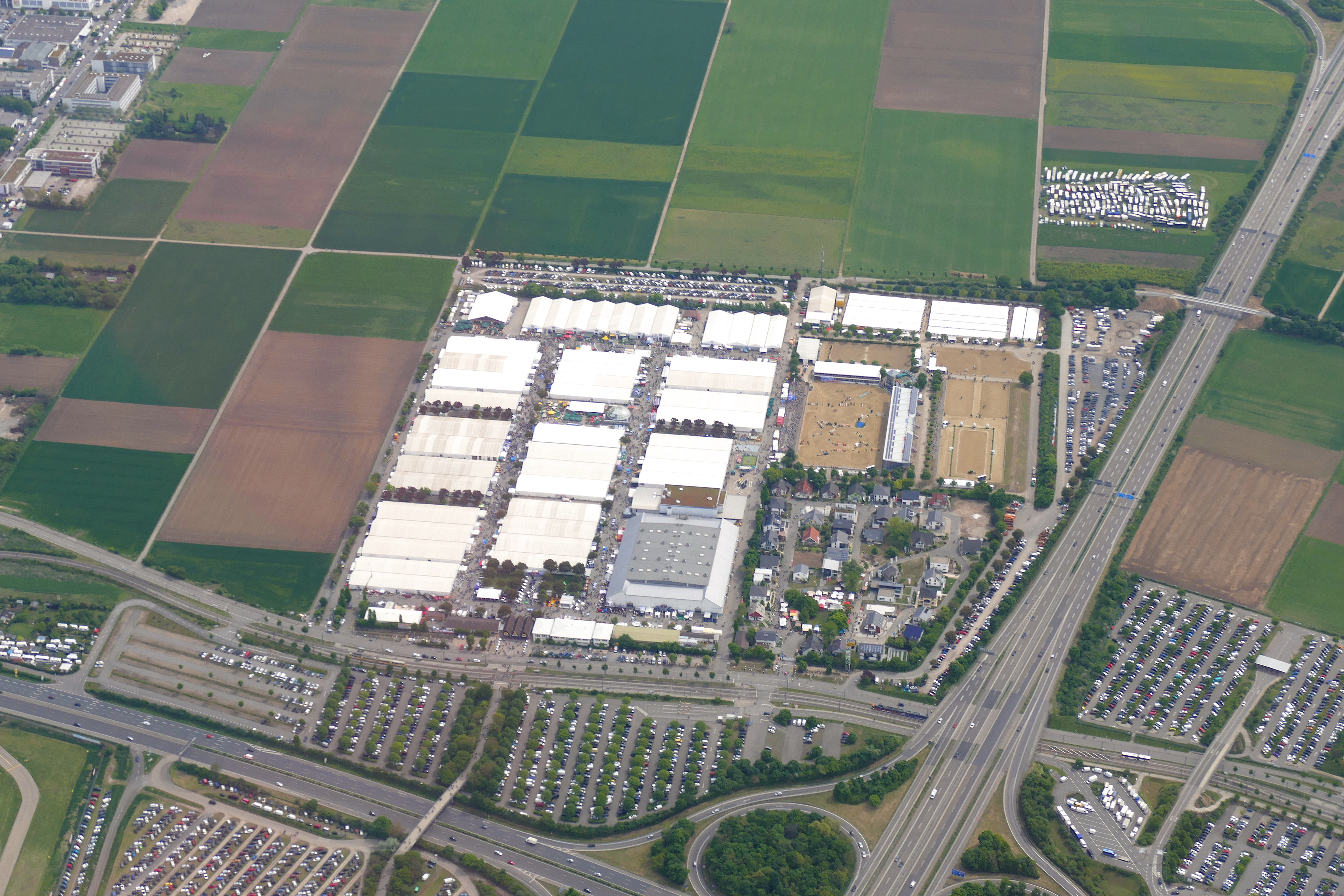
Luftaufnahme des Maimarktes in Mannheim 2017

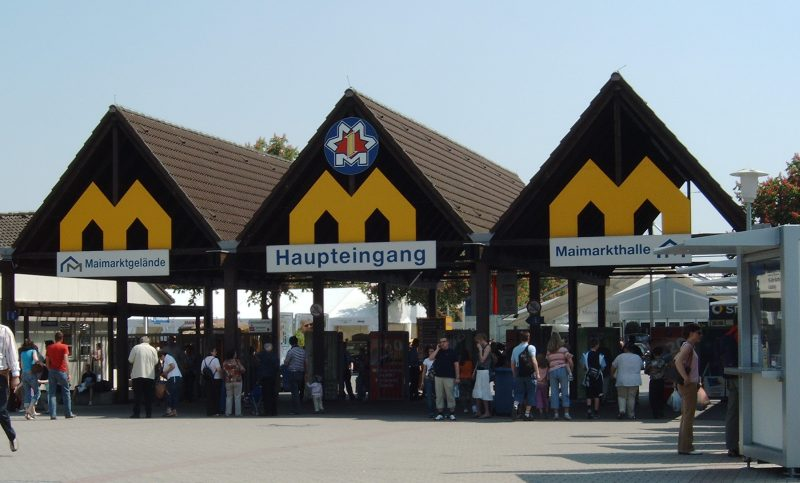
Haupteingang

Der Mannheimer Maimarkt ist die größte regionale Verbraucherausstellung Deutschlands, die immer am letzten Samstag im April beginnt und elf Tage andauert. Der letzte Tag ist traditionell der Maimarktdienstag.

## Geschichte
Der Maimarkt in Mannheim hat einen langen historischen Hintergrund und steht im Zusammenhang mit den am 10. September 1613 von Pfalzgraf Johann II. von Zweibrücken verliehenen Marktprivilegien, die sie sechs Jahre nach den Stadtprivilegien erhielt. Zunächst war der Maimarkt in erster Linie ein Markt für Krämer und Viehhändler.
Im 18. Jahrhundert wurde er vom Marktplatz unter die Arkaden des Kaufhauses am Paradeplatz verlegt. 1876 wurde die Schaubudenmesse vom eigentlichen Markt getrennt und auf den Alten Meßplatz verlegt. 1892 zog ein Teil des Maimarkts in den neu eröffneten Schlachthof ⊙ um. Im Jahre 1900 folgte der Rest. Zusätzlich zum alten Vieh- und Pferdemarkt wurden nun auch landwirtschaftliche Geräte sowie Metzgerei- und Molkereiartikel ausgestellt.
Nach dem Zweiten Weltkrieg hielt man den Maimarkt 1949 zunächst im Veranstaltungsgebäude Rosengarten, später wieder im Schlachthof ab. 1962 wurde er schließlich von der Mannheimer Ausstellungsgesellschaft auf den Friedensplatz ⊙ gegenüber dem Luisenpark verlegt und mit erweiterten Angeboten an seine heutige Form hingeführt. Seit 1985 ist insbesondere wegen des Platzbedarfs und der Verkehrserfordernisse das damals neu erschlossene Maimarktgelände im Mühlfeld im Osten der Stadt der Veranstaltungsort. Am frei gewordenen Friedensplatz folgte u. a. der Neubau des Technoseums als Landesmuseum für Technik und Arbeit in Mannheim.
Im Jahr 1989 wurde als erste feste Ausstellungshalle die Maimarkthalle (7500 m² Fläche) gebaut, die ganzjährig genutzt wird und bei Popkonzerten bis zu 12.500 Besuchern Platz bietet. Weitere feste Installationen sind das gläserne Studio des SWR sowie mehrere Verwaltungsgebäude am Haupteingang. 2005 erfolgte im Zusammenhang mit dem Bau der SAP-Arena der Anschluss an das Mannheimer Stadtbahnnetz. Die ursprünglich 2020 und 2021 geplanten Messen wurde wegen des Virus SARS-CoV-2 abgesagt.

## Infrastruktur und Verkehrsanbindung
Das Maimarktgelände umfasst eine Fläche von 210.000 Quadratmetern, wovon 130.000 infrastrukturell (Wasser, Strom, Telefon, teilweise auch WLAN) erschlossen sind. Im Vorfeld des Maimarktes werden ab Februar jedes Jahr 47 Ausstellungshallen mit einer Fläche von 42.000 Quadratmeter aufgebaut. Die gesamte Ausstellungsfläche beträgt ca. 75.000 Quadratmeter. Mit rund 1.400 Ausstellern für über 20.000 Produkte bzw. Dienstleistungen und etwa 350.000 Besuchern jährlich liegt der Mannheimer Maimarkt an der Spitze unter den deutschen Regionalausstellungen.
Verkehrstechnisch gut erschlossen liegt das Gelände am Autobahnkreuz Mannheim und kann über die A 656 und B 38a direkt angefahren werden. Der S-Bahn-Haltepunkt Mannheim Arena/Maimarkt liegt in ca. 1000 Meter Entfernung. Der Parkraum umfasst mittlerweile 12.000 Stellplätze und kann an Sonn- und Feiertagen mit Teilen des benachbarten Flugplatzes Mannheim um weitere 8.000 Stellplätze vergrößert werden.
Durch den Neubau der SAP-Arena in 500 Meter Entfernung erhielt das Gelände im September 2005 den dringend benötigten Stadtbahnanschluss direkt vor dem Haupteingang sowie weitere 7.000 Parkplätze. Zuvor mussten die Besucher an der Stadtbahnendstelle Neuostheim in Pendelbusse umsteigen.

## Veranstaltungen

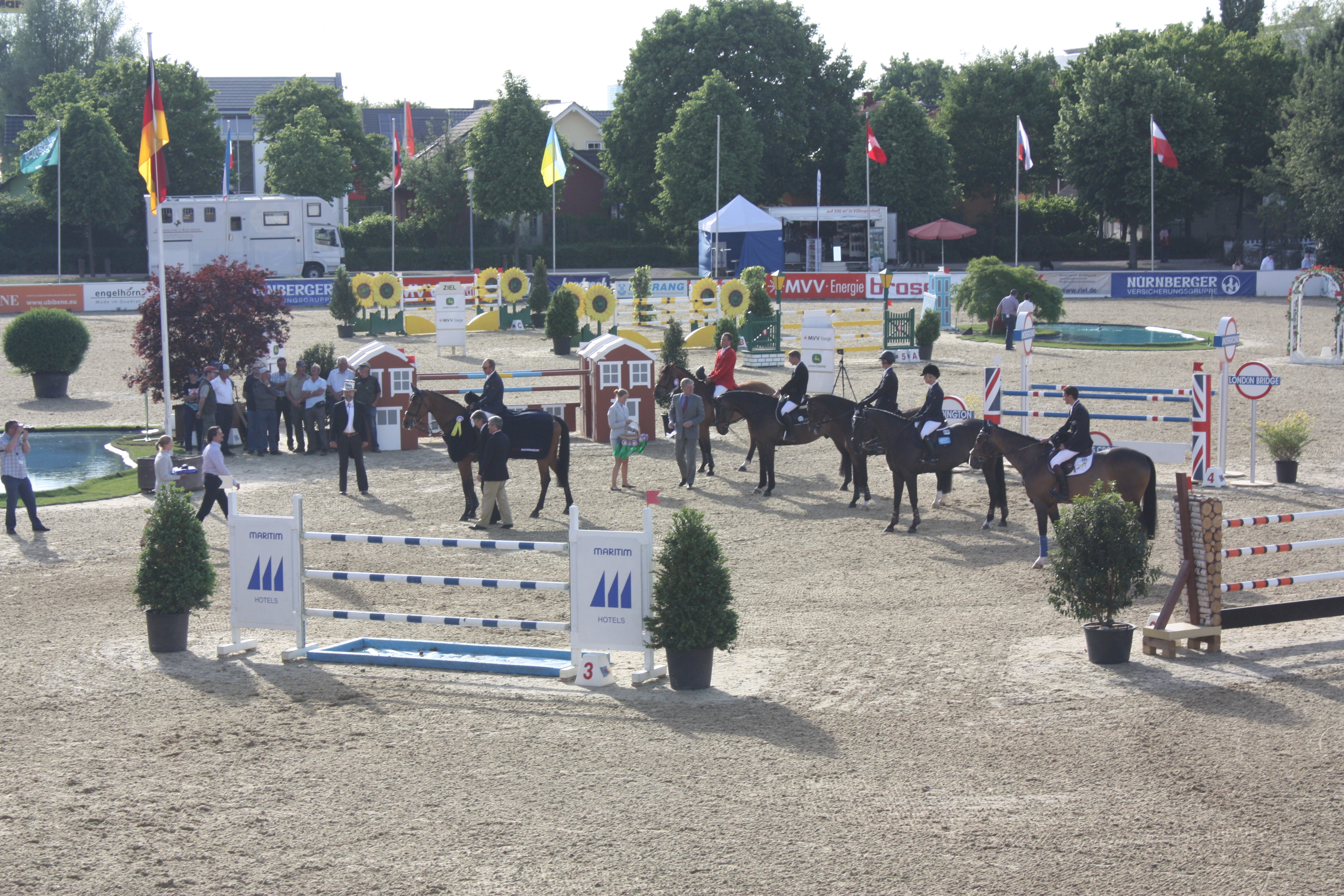
Siegerehrung für den Großen Preis von Mannheim

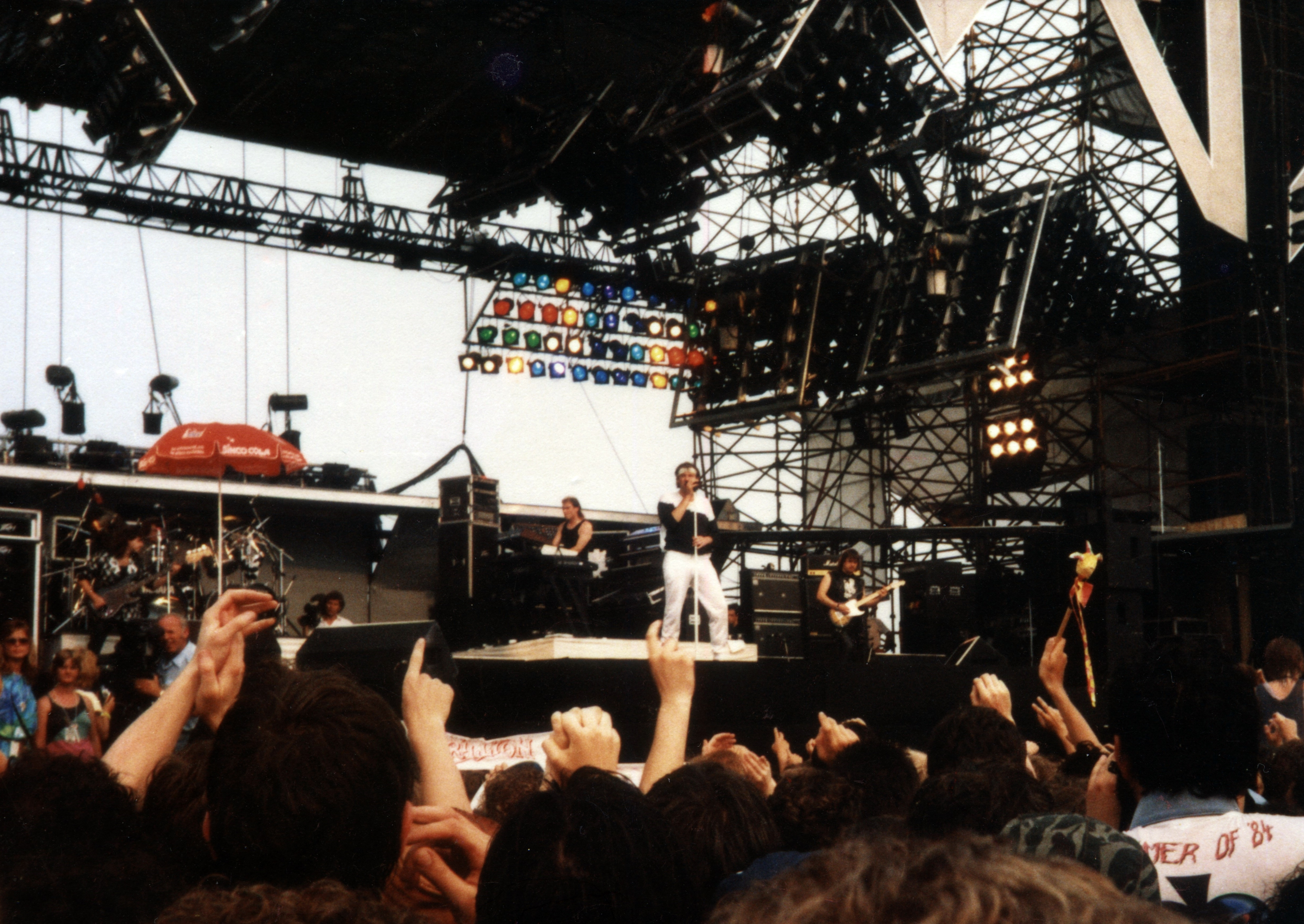
Open-Air-Konzert: Marillion als eine der Vorgruppen für Queen auf dem Maimarktgelände (1986)

Während des Maimarkts findet seit 1964 das inzwischen international ausgeschriebene Maimarkt-Reitturnier statt.
Auf dem Maimarktgelände fanden in der Vergangenheit große Open-Air-Konzerte statt. Unter anderem waren Bon Jovi, Deep Purple, Die Toten Hosen, Pink Floyd, Genesis, Guns n’ Roses, Metallica, Prince, Queen, Robbie Williams, The Rolling Stones sowie das Festival Monsters of Rock zu Gast in Mannheim. Die TV-Unterhaltungssendung Wetten, dass..? wurde 1997 und 2005 live aus der Mannheimer Maimarkthalle übertragen. Im Dezember 2011 war Verstehen Sie Spaß? zu Gast.
Weitere regelmäßige Veranstaltungen sind die Messe für Arbeitsplätze, Aus- und Weiterbildung, Studium Jobs for Future (Februar/März), die Technoveranstaltungen Time Warp Festival im Frühjahr mit rund 14.000 Besuchern und Toxicator im Dezember, das REWE Family Sommerfest mit mehreren 10.000 Besuchern, die Veterama (größte Oldtimerausstellung Europas) mit fast 50.000 Besuchern.
Von 1995 bis 2010 fand auf dem Maimarktgelände jährlich die Jahresversammlung Jalsa Salana Deutschland der Ahmadiyya Muslim Jamaat mit durchschnittlich über 30.000 Teilnehmern statt. Seit 2011 findet diese Veranstaltung, die zugleich die größte islamische Versammlung Europas ist, in der Messe Karlsruhe statt.
Im September 2012 kam es auf dem Maimarktgelände bei einem internationalen kurdischen Kulturfestival zu schweren Ausschreitungen gewaltbereiter Teilnehmer, bei denen 80 Polizisten zum Teil schwer verletzt wurden.